# لبوة غوينول
لبوة غوينول هي تمثال يبـلغ عمره 5000 عام من حضارة بلاد الرافدين وجـدت قرب بغداد في العراق، تـصور مجــسم عضـلي تشــبيهي للـبوة ألانثى، بيـع بثمـن 57.2 مليـون دولار في دار سـوثبي للمـزادات في 5 ديسـمبر 2007 . تم حيازة التمـثال من قبـل أحد هـواة تجـميع التـحف المـدعو اليستر برادلي مارتن. وكـانت مـعروضة في متحـف بروكلين للفنون في مديـنة نيويورك منذ عام 1948 مستـعارة من مجـموعة جوزيف برومر إلى حين بيعها في 2007.
في عام 2007 البـيع، السـعر المدفـوع في المـزاد لتمثال لبوة غوينول يـعتبر السعـر الاعلى لتمثال حتى ذلك الوقت حيث تجاوز بسـهولة ألـرقم القـياسي ل(دورا مار) لبابلو بيكاسو في 2010 وتـعتبر من أغلى عـشر تماثيل في العـالم حيث أحتلت المـرتبة الخامسة.
أن الـتمثال منـحوت من حجر كلسي يبـلغ أكثر من 8 سم طول القامة وقد وصفـت من قبل دار سوثبي للمزادات بانها «واحدة من روائع المعروفة الماضية منذ فجر الحضارة المتبقية في أيدي القطاع الخاص.» وقد خـمن الخبـراء بأن سـعرها محدد بين 14-18 مليون دولار وحملت الرقم القياسي لأغلى تحفة فنـية قديمة يتم بيعها في مزاد علني.
يعتقد أن هذا التمثال اللبؤة امرأة قد تم إنشاؤها حوالي 3000-2800 قبل الميلاد، وتمت أعارته إلى متحف بروكلين للفنون حتى تم شراؤها في مزاد علني من قبل جامع إنجليزي. تظـهر أهميته التاريخية هو أنه يعتقد أنه قد تم إنشاؤها في نفس الوقت تقريبا لاستخدام أول عجـلة، وتطور الكتابة المسمارية، وظهور المدن الأولى.
ومثلت العديد من الآلهة القديمة في الشرق الأدنى شخصيات مجسمة هجـينة مثل هذه الصور أثارت الاعتقاد في بلاد ما بين النهرين في القـدرة إلى الوصول إلى السلطة عبر العالم المادي من خلال الجمع بين الصفات الجسدية متفوقة من مختلف الأنواع.

## أنظـر أيضا
حضارة بلاد الرافدين